# Curie (raketmotor)
För andra betydelser, se Curie (olika betydelser).
Curie är en enkomponentsbränsle raketmotor utvecklad av Rocket Lab. Den producera 120 newtons dragkraft. Den utvecklades för företagets Electron-raket och användes första gången den 21 januari 2018. Flera av motorns komponenter är tillverkade med hjälp av Electron Beam Melting teknik.
En version av raketmotorn, kallad HyperCurie är under utveckling.